# 大海啊，故乡
《大海啊，故乡》由王立平创作词曲，是一首思念大海及故乡的抒情歌曲。1983年，它作为反映海员生活的電影《大海在呼唤》的主题歌为人所熟知。由于是中华人民共和国历经了文化大革命动乱後，中国人民普遍怀有对新生活的向往以及甘于奉献的精神，歌曲也间接寄托了对中国的祝愿。另外，由于以“大海”为主题，在海外华人中也具备一定的传唱度。
2009年，为纪念中华人民共和国成立60周年，中国广播艺术团策劃了《大海啊，故乡》影视作品音乐会。音乐会以王立平的本歌曲为主题，並进行重新编配，通过交响乐队、合唱团、独唱、民族乐器等多种方式演绎。
2009年，《大海啊，故乡》入選中宣部推荐100首爱国歌曲第63首。
2013年12月6日，《自由時報電子報》刊登不具名的報導，稱康軒文教事業將《大海啊，故乡》收錄於其出版之國民小學六年級上學期《藝術與人文》教科書內，並引用無黨籍宜蘭縣議員賴瑞鼎（2017年民主進步黨宜蘭市市長初選落選人）言論質疑馬英九政府教育政策過於傾中與中國民族主義之疑慮；宜蘭縣政府教育處回應，應該先了解教科書編輯選用本曲是純粹藝術人文考量或是有政治意圖，但宜蘭縣政府無法要求康軒文教事業更改教科書內容，應由國家教育研究院處理。事實上，《大海啊，故乡》早就選入台灣教科書，1990年代時是臺灣電視公司《八千里路雲和月》片尾曲，2008年時也是多個縣市的國小合唱比賽指定曲；2008年11月，臺北縣板橋市重慶國民小學於「臺北縣九十七學年度學生音樂比賽」獲得同聲合唱優等第一名，指定曲即本曲。